# Noxocremastus damariensis
Noxocremastus damariensis är en stekelart som beskrevs av Narolsky 2005. Noxocremastus damariensis ingår i släktet Noxocremastus och familjen brokparasitsteklar. Inga underarter finns listade i Catalogue of Life.